# Чаулин, Александр Алексеевич
Александр Алексеевич Чаулин (1925 — 20 октября 1944) — юный герой-разведчик Великой Отечественной войны, радист Северного флота погиб при исполнении секретного разведывательного задания на территории Норвегии.

## Биография
Родился в 1925 году в посёлке Выкса, Выксунского уезда в Нижегородской губернии в семье. Отец — Алексей Сергеевич Чаулин — труженик завода ДРО, занимал руководящие должности. После окончания войны, в мирное время был награждён орденом Трудового Красного Знамени. Перед самым началом Великой Отечественной войны Александр трудоустроился на завод ДРО (Дробильно-Размольного Оборудования). С началом войны, многие мальчишки писали добровольные заявления на отправку на фронт, среди них был и Александр Чаулин. Обратив внимание на большое желание советской молодёжи помочь в борьбе с фашизмом, наркомат Военно-морского флота принял решение о создании школы юнг и о наборе туда добровольцев. В июле 1942 года Александр через ВЛКСМ узнал об этом и поспешил записаться в школу юнг. Его отправили сначала в Горький, а оттуда на военную учебную базу на Соловецкие острова.
Для начала группа ребят должна была самостоятельно отстроить учебную школу. Александр стал примером трудового подвига, был назначен комсоргом группы. Уже к зиме 1943 года ребята возвели и кубрики-землянки, и столовую, и баню, и клуб, и спортгородок, а главное отремонтировали заброшенное каменное здание под учебный корпус.
Программу, рассчитанную на 2 года, будущие юнги освоили за год. Ежедневно проводились по 10-12 уроков, занимались самостоятельно. Первый выпуск школы состоялся 7 октября 1943 года. При распределении выпускников по флотам Чаулин выбрал разведку штаба Северного флота.
В августе 1944 года Александр Чаулин в составе группы десанта высадился в расположении противника — на берегу Норвегии. Разведчикам предстояло собрать огромное количество информации о силах противника, узнать расположение военных объектов, скрытых аэродромов и стоянок кораблей. Радист Чаулин постоянно выходил на связь и передавал точные координаты объектов, что позволило советской армии уничтожить несколько крупных баз врага. Немцы стали пытаться выяснить расположение бойцов осуществляющих разведку в их тылу, в ход пустили пеленгаторы, стали прочёсывать местность.
В октябре 1944 года группа разведчиков была обнаружена. Они долго отбивались, но, измученные и обессиленные, были прижаты к берегу, где 20 октября 1944 года приняли последний бой. Последняя радиограмма позывного 707 (Чаулин) сообщала: «Окружены... Погибаем... Не сдаемся...».
Долгое время место и обстоятельства гибели десанта оставались неизвестными. Лишь спустя годы советские исследователи, разбирая немецкие документы, узнали: разведчиков выследили при помощи собак. Десант принял бой, а когда у солдат закончился боезапас, фашисты натравили на них псов. Советских воинов растерзали немецкие овчарки.
За мужество, героизм и беззаветную преданность Родине Александр Чаулин в 1944 году был посмертно представлен к награде Орденом Отечественной войны I степени.

## Награды
- Орден Отечественной войны I степени (1944 год) посмертно

## Память
- Одна из улиц города Выкса Нижегородской области носит имя Александра Чаулина.
- Поэт Аркадий Чеботарев по просьбе следопытов написал балладу о юнге Саше Чаулине[4].